# Брюханов Микола Григорович
Микола Григорович Брюханов (11 жовтня 1924 , Пензенська область, РРФСР — 21 січня 2015, Миколаїв) — з 1966 до 1974 р.р. голова виконкому Миколаївської міської ради.

## Життєпис
Народився 11 жовтня 1924 р. у Пензенській області Росії. В 1942 р. був призваний до армії. Брав участь у Другій світовій війні, яку закінчив в чеській Празі начальником радіостанції командувача армією.
Після закінчення Пензенського лісотехнічного технікуму, по розподілу в 1951 р. направляється до Миколаєва, на суднобудівний завод Андре Марті (тепер Чорноморський суднобудівний завод) помічником майстра деревообробного цеху. Після закінчення Миколаївського кораблебудівного інституту стає заступником секретаря парткома заводу.
У той час першим секретарем райкому партії Заводського району Миколаєва був Володимир Васляєв. І коли той пішов на підвищення, він запропонував замість себе обрати Брюханова.
У 1966 р. став головою Миколаївського міського виконкому, і обіймав цю посаду до 1974 р. У Миколи Григоровича склалися хороші ділові стосунки з Володимиром Олександровичем Васляєвим, який тоді обіймав посаду першого секретаря Миколаївського міського комітета партії.
Під час керівництва Брюханова місто Миколаїв досягнуло значного розвитку в галузі житлового та кооперативного будівництва. Почалося масове будівництво на проспекті Миру, де колись були кукурудзяні поля, для збільшення темпів будівництва був створений домобудівний комбінат. Була продовжена вулиця Космонавтів, від Херсонського шосе до Жовтневого проспекту, завдяки чому шлях із Промзони на ПТЗ, де розташований Південний турбінний завод, багаторазово скоротився. Також при Брюханові прокладено вулиці Театральна і Паркова (нині Олійника). Тоді ж міська рада ухвалила рішення зробити вулицю Соборну пішохідною. Багато вулиць було заасфальтовано. Були побудовані Палац культури і техніки суднобудівників, кінотеатр «Юність», міжміський автовокзал, багато інших об'єктів. З'явився і новий міський цвинтар, прозваний в народі «Мішковським».
У ті роки до Миколаєва була приєднана Варварівка, а кількома роками пізніше — Жовтневе, на базі якого створили Корабельний район міста. Обласний центр розширив свою територію, збільшилося його населення. Тоді ж почалося будівництво нового аеропорту. Щоправда, Брюханов був прихильником ідеї будівництва одного спільного на півдорозі між Миколаєвом і Херсоном аеропорту. Це б дало економію коштів, забезпечило повніше завантаження. Час підтвердив його правоту: херсонський аеропорт взагалі закрився, миколаївський — ледь живий. А якби був один аеропорт на два міста із загальним населенням майже 900 тис. осіб, плюс прилеглі райони, можливо, його завантаження було б куди більшим.
При Брюханові вирішилася проблема газифікації житлових будинків. Розвивалася ТЕЦ, була прокладена теплотраса на ПТЗ, розроблено проект будівництва районної котельні на Промзоні. Вперше в місті з'явилися тролейбусні лінії.
У 1970 році за досягнуті успіхи в соціально-економічному розвитку місто Миколаїв стало орденоносним — місто і особисто Брюханов М. Г. були нагороджені орденами Трудового Червоного Прапора.
У 1974 р. через проблеми зі здоров'ям, Микола Брюханов подав прохання про відставку, яке задовільніли.
У 1978 році Микола Григорович став директором нової в місті установи ПВТП (Південне виробничо-технічне підприємство) — закритого оборонного підприємства, що займалося загоризонтною радіолокацією та створенням великих радіокомплексів з управління космічними супутниками і апаратами. Там він пропрацював до 70 років, поки остаточно не пішов на пенсію.
Помер 21 січня 2015 року у віці 90 років.

## Нагороди
- Медаль «За відвагу»
- Два ордени Трудового Червоного Прапора
- Орденом «Знак Пошани»
- Рішенням виконкому Миколаївської міської ради від 28 жовтня 1994 року № 491 присвоєне звання «Почесний громадянин міста Миколаєва».